# 多軸式圧縮機
多軸式圧縮機（たじくしきあっしゅくき）とは同軸回転する複数の異なる駆動軸で動く圧縮機のことである。複軸式とも呼ばれ、その数により2軸式と3軸式がある。エアインテイク側から順に低圧圧縮機→高圧圧縮機（3軸式においては中間に中圧圧縮機）の順で空気を圧縮する。
主に軸流式圧縮機において用いられる。遠心式圧縮機においてはそもそも多段化することが少ないため採用例は多くないが軸流遠心併用の場合はそれぞれ異なる駆動軸が用いられることもある。

## 歴史
その歴史は意外に古く、1945年にはドイツで世界初の実用ターボジェットエンジンJumo 004の発展型として2軸式のJumo 012が開発されていた。これは終戦には間に合わず実機が完成しなかったが、戦後ドイツの資料や技術者を確保したアメリカやソヴィエト等では後にジェットエンジンの発展に大いに活用されることとなる。1950年代までは単軸が多かったが徐々に多軸化して行き、超音速機には単軸が最適と考えていたゼネラル・エレクトリックが超音速と亜音速のいずれにおいても単軸より2軸の方が優秀と認めて方針転換したこともあり軍用民間用を問わず1960年代には多軸が主流となった。ただしソヴィエトにおいては世界に先駆けてターボファンエンジンを開発、実用化したにも拘らずもう少し先まで単軸が開発され、例えばTu-144には単軸ターボジェットが搭載されていた。

## 特徴
利点
エンジン前方の低圧圧縮機が後方の高圧圧縮機よりも低回転になることでサージングを防ぎ易い点にある。また同じ理由で圧縮効率が上がり、段数の削減が可能になり、全長が短縮、軽量化され、燃費も向上する。特に離着陸等の低速時にはこの効果が大きく、滑走距離の短縮にも効果を持つ。単軸式ではこの予防のために可変式ステーターを必要とするものが多いが多軸式では不要になり易いため間接的ながらエンジン外周の構造簡素化と重量軽減にも効果を持つ。また、この回転数の差は低圧圧縮機（ファン）と高圧圧縮機の直径に著しい差を持つ高バイパス比ターボファンにおいて大いに有利となる。最近開発されている超高バイパス比ターボファンには3軸が多くなってきている理由の1つにこれがある。設計の自由度が上がり、要求された多様な出力に応じてコンポーネントの流用が可能でファミリー化が容易になる。
欠点
高圧軸を中空としてその内側に低圧軸を通すためローターやタービンの中央部分の構造が複雑になり、生産性や整備性が悪くなる点である。また各軸ごとに回転数が違うため回転計と出力の相関関係がより低いものとなる。いずれも3軸式においては特に顕著である。